# 奥内村
奥内村（おくないむら）は、かつて青森県にあった村。

## 地理
東側は陸奥湾に面している。

## 沿革
- 1889年（明治22年）4月1日 - 町村制施行により東津軽郡奥内村、清水村、内真部村、前田村、瀬戸子村、飛鳥村、西田沢村が合併し、奥内村が発足。
- 1955年（昭和30年）3月1日 - 青森市に編入され消滅。

## 施設
- 国鉄津軽線奥内駅
- 奥内郵便局
- 奥内小学校
- 奥内中学校